# الیدهم
الیدهم (به سوئدی: Ålidhem) یک منطقهٔ مسکونی در سوئد است که در بخش اومیا واقع شده‌است.